# Červený Újezd (Benešovi járás)
Červený Újezd település Csehországban, a Benešovi járásban. Červený Újezd Sedlec-Prčice, Mezno, Miličín, Ješetice, Smilkov és Střezimíř településekkel határos. Lakosainak száma 341 fő (2024. január 1.).

## Népesség
A település lakosságának változását az alábbi diagram mutatja:
| Lakosok száma | 789  | 670  | 666  | 495  | 354  | 314  | 318  | 349  | 350  | 341  |
|               | 1869 | 1900 | 1921 | 1961 | 1980 | 2011 | 2016 | 2019 | 2021 | 2024 |